# ویتسهافه
ویتسهافه (به آلمانی: Witzhave) یک شهر در آلمان است که در شتورمارن واقع شده‌است. ویتسهافه ۱٬۴۰۳ نفر جمعیت دارد.